# إلياس سييرا
إلياس سييرا هو لاعب كرة قدم بلجيكي، ولد في 25 أغسطس 2001 في هاسلت في بلجيكا.

## وصلات خارجية
- إلياس سييرا على موقع قاعدة بيانات كرة القدم.إي يو (الإنجليزية)
- إلياس سييرا على موقع Soccerway.com (الإنجليزية)
- إلياس سييرا على موقع عالم كرة القدم.نت (الإنجليزية)